# Adina Salaoru
Adina Salaoru est une joueuse roumaine de volley-ball née le 5 août 1989 à Miercurea-Ciuc. Elle mesure 1,83 m et joue au poste de réceptionneuse-attaquante. 

## Clubs
| Club               | De        | À         |
| ------------------ | --------- | --------- |
| Pro Volei Ciuc     |           | 2005-2006 |
| CSU Târgu Mureș    | 2006-2007 | 2012-2013 |
| CS Volei Alba-Blaj | 2013-2014 | 2017-2018 |
| CSM Bucureşti      | 2018-2019 | …         |

## Palmarès
- Championnat de Roumanie
  - Vainqueur : 2015, 2016, 2017.
  - Finaliste : 2018, 2019.
- Coupe de Roumanie
  - Vainqueur : 2017.
  - Finaliste : 2018.
- Ligue des champions
  - Finaliste: 2018.
- Supercoupe de Roumanie
  - Finaliste: 2016.